# Nikon FG-20
Le Nikon FG-20 était un appareil photo reflex 24 × 36 fabriqué à partir de 1984 par la société Nikon. Il se présente comme une version simplifiée de son prédécesseur, le Nikon FG. Par rapport à ce dernier, il lui manque le mode d'exposition programmé, la mesure TTL au flash et le correcteur d'exposition. Il possède en revanche une touche contre-jour qui apporte une correction d'exposition fixe de +2 EV.

## Caractéristiques
Le FG-20 est équipé d'un obturateur commandé électroniquement, et qui a donc besoin de piles pour pouvoir fonctionner. Cet obturateur possède néanmoins une vitesse mécanique de secours, au 1/90 s, qui est utilisable sans piles.
Le posemètre, qui offre une mesure pondérée centrale, s'active par pression à mi-course sur le déclencheur. L'exposition calculée est affichée par une aiguille en face d'une échelle de temps d'exposition, du côté gauche du viseur. Cette aiguille affiche aussi le temps d'exposition utilisé en mode automatique. Cependant, il n'y a pas de rappel dans le viseur du temps d'exposition sélectionné en mode manuel, ni de l'ouverture de diaphragme.
L'appareil est équipé d'un retardateur et d'une touche contre-jour. 

### Objectifs et accessoires
Le Nikon FG-20 est compatible avec tous les objectifs Nikon en monture F, avec les exceptions et limitations suivantes :
- Les objectifs non-AI (d'avant 1977) ne peuvent être montés car ils interfèrent avec l'ergot de couplage AI du boîtier.
- Les objectifs IX (pour réflex APS) ainsi que de rares anciens fisheye ne peuvent être montés car ils pénètrent trop profondément dans le boîtier et interfèrent avec le miroir.
- Les autres objectifs, AI, AI-S, Série E, AF, AF-I et AF-S, sont pleinement utilisables s'ils n'entrent pas dans l'une des catégories ci-dessous :
- Les objectifs G étant dépourvus de bague de diaphragme, ils ne sont utilisables qu'à leur plus petite ouverture, ce qui est en général trop contraignant.
- Les objectifs DX (pour réflex numériques à petit capteur) ont un cercle image insuffisant pour couvrir le format 24 × 36, et ils sont souvent aussi de type G.

Le Nikon FG-20 accepte plusieurs accessoires, notamment :
- le flash Speedlight SB-19 ;
- les moteurs MD-14 (3,2 im/s) et MD-E (2 im/s) ;
- des lentilles de correction pour l'oculaire.